# Kurt Schuster (Maler)

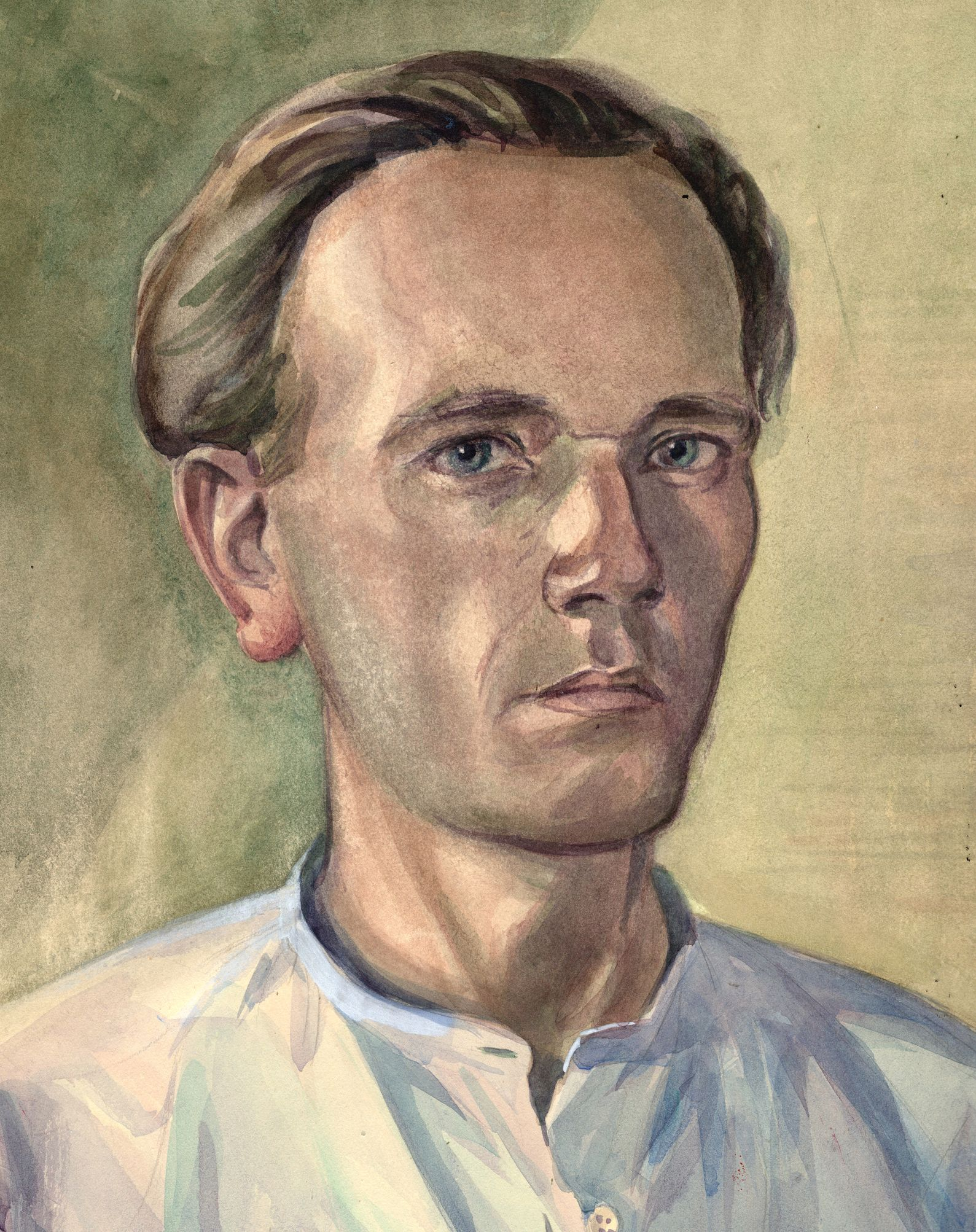
Selbstbildnis Kurt Schuster 1946, nach Rückkehr aus der Kriegsgefangenschaft

Kurt Schuster (* 10. August 1906 in Forst; † 6. März 1997 in Dresden) war ein deutscher Maler und Grafiker.

## Leben und Werk
Kurt Schuster wurde am 10. August 1906 in Forst/Lausitz geboren. Seine Mutter Clara Charlotte Schuster, geb. Bassenge (1866–1920), und sein Vater Carl Albert Hugo Schuster (1864–1937), Kaufmann, zogen bald nach Dresden, um eine gute berufliche Zukunft aufzubauen. Sie gehörten der evangelisch-reformierten Gemeinde Dresdens an. Schon als Kind machte Schuster mit qualitätvollen Zeichnungen auf sich aufmerksam. Mandolinen- und Violinspiel begleiteten von Jugend an sein Leben.
Schuster studierte von 1923 bis 1927 an der Akademie für Kunstgewerbe Dresden und setzte danach seine Studien von 1927 bis 1929 an der Akademie der Bildenden Künste Dresden fort. Seine Lehrer waren Paul Hermann, Arno Drescher, Georg Erler, Paul Rößler und insbesondere Richard Müller, sein Zeichenlehrer. Erfolge bei Plakatwettbewerben 1926, so mit dem ZOO-Plakat Charlie und dem Plakat Spare dein Geld für die Sächsische Staatsbank, eröffneten ihm erste Arbeitsmöglichkeiten als Grafiker und Maler. Die Auswirkungen der Weltwirtschaftskrise 1929 zwangen ihn, das Studium zu beenden. Er verdiente seinen Lebensunterhalt durch eine Anstellung bei Zeiss-Ikon und war zusätzlich auf dem Gebiet der angewandten und freien Grafik als freischaffender Künstler tätig.
Schuster war Mitglied des Sächsischen Kunstvereins und in der Zeit des Nationalsozialismus obligatorisch der Reichskammer der bildenden Künste.
1935 heiratete Kurt Schuster seine Frau Dora, geb. Roth. 1941 wurde die Tochter Rosemarie geboren. Im Oktober 1940 wurde er zum Kriegsdienst in die Wehrmacht eingezogen. Als Soldat einer Flak-Batterie erlebte er den Zweiten Weltkrieg. Beim Bombardement Dresdens am 13. Februar 1945 wurde seine Wohnung zerstört, und er verlor auch fast alle Werke seines frühen Schaffens.
Nach der Rückkehr aus US-amerikanischer Kriegsgefangenschaft arbeitete er ab 1946 in Dresden als Gebrauchsgrafiker u. a. für das Dresdner Hygienemuseum, die DEFA und die Leipziger Messe sowie als Buchillustrator.

Ab 1947 war Schuster in Dresden als freier Grafiker und Maler tätig. Er war Mitglied des Verbands Bildender Künstler der DDR, der Genossenschaft Bildender Künstler, in deren Galerie „Kunst der Zeit“ er mehrmals ausstellte, und des Kulturbunds der DDR. Er hielt sich aber zeitlebens von Politik fern und blieb auch als Künstler eher unauffällig. Malen und Zeichnen sollten sich selbst genügen. 

„Die Widerspiegelung der Natur, die Tiefe und Harmonie der Farben, Licht und Schatten und die Kraft der Linie waren ihm weitaus wichtiger. Seiner christlich-humanistischen Lebenshaltung, der Ablehnung von Krieg und Gewalt gab er jedoch in vielfältigen grafischen Arbeiten zu christlichen Themen Gestalt und Aussage. Ein zweiter großer Themenkreis war die Landschafts- und Architekturmalerei, sowie die Darstellung von Tieren. So zählen Motive der sächsischen Landschaft, Dresdens und Rügens zu wichtigen Marksteinen seines Schaffens. Ebenso Tiermotive des Zoos und seine Katze.“

Der Kunsthistoriker Gert Claußnitzer schrieb 1991: „Seinen künstlerischen Weg ging Kurt Schuster schließlich als ein Einzelgänger in eiserner Konsequenz. Ohne sich auf eine Reminiszenz der Dresdener Malerei berufen zu müssen, gelangen ihm Bilder, die in der zurückhaltenden Farbgebung, mit der räumliche Distanzen erfasst und Körperliches gleichsam transparent gemacht wird, keinen Vergleich zu scheuen haben“.
Werke Schusters wurden insbesondere in der regionalen Tageszeitung der Ost-CDU, Die Union, im Kreuzkalender (erschienen in der Evangelischen Verlagsanstalt und im Wartburg Verlag Max Keßler) und im Kalender Sächsische Gebirgsheimat veröffentlicht. Schuster erhielt auch Aufträge vom Museum für Geschichte der Stadt Dresden und von anderen öffentlichen Einrichtungen.
Nachdem er 1988 fast vollständig erblindete, musste Kurt Schuster seine künstlerische Arbeit aufgeben. Er starb am 6. März 1997 im Alter von 90 Jahren in Dresden.

## Biografische Besonderheit
Schuster war in direkter Linie über seine Mutter, Clara Charlotte Schuster, geborene Bassenge, mit Pauline Susanne Bassenge (1785–1881), der Gattin des Malers Philipp Otto Runge verwandt.
Diese schicksalhafte Verbindung war ihm als Maler sehr bewusst und hatte durchaus Einfluss auf seine künstlerische Arbeit.

## Werke (Auswahl)

### Ölbilder (Auswahl)
- Werke in Krieg und Gefangenschaft 1940–1946 geschaffen[8]

- Miljatino, um 1980, nach einer Federzeichnung von 1942[9]
- Stoppler, 1949[10]
- Im Teufelsgrund, 1952[11]
- Schwedenlöcher, 1952[11]
- Mädchen mit Ball, 1952[12]
- Duo von Beethoven, 1957[12]
Regine Richter: Foto „Duo von Beethoven“ Ölbild von Kurt Schuster, 1958. In: Fotothek der SLUB, Signatur df_hauptkatalog_0259313.
- Der Steinmetzlehrling, 1959[10] (Link zum Bild); Heinz Nagel: Foto „Steinmetzlehrling im Zwinger“, Ölbild von Kurt Schuster, 1959. In: Fotothek der SLUB, Signatur df_hauptkatalog_0143011.
- Spinnenaffe, 1960[13]
- Pelikane, 1961[14]
- Leoparden, 1961[9]
- Blick vom Rathaus auf die Neubauten, 1964, Städtische Galerie Dresden Museen Dresden (Link zum Bild)
- Vogelwiese Dresden, 1976[10]
- Putbus, Zirkel, 1981[9]
- Selbstbildnis, 1987[4]

### Aquarelle  (Auswahl)
- Selbstbildnis, 1946[9]

### Druckgrafiken (Auswahl)
- Was siehst Du den Splitter in Deines Bruders Auge, Holzschnitt[15]
- Wie liegt die Stadt so wüst, Holzschnitt[15]

### Buchillustrationen (Auswahl)
- Hans Schiemenz: Die Libellen unserer Heimat. Urania-Verlag, Jena, 1953
- Suse Vogel: Bringt alle Instrumente mit. Jugendbuchverlag Ernst Wunderlich, Leipzig, 1953
- Friedrich Lieber: Blick hinter den Vorhang. Jugendbuchverlag Ernst Wunderlich, Leipzig, 1954
- Walter Illing: Langer Weg zur kurzen Welle. Jugendbuchverlag Ernst Wunderlich, Leipzig, 1954
- Kurt Welker: Die Moorinsel. Jugendbuchverlag Ernst Wunderlich, Leipzig, 1957

## Ausstellungen (unvollständig)

### Einzelausstellungen
- 1960: Wort und Werk Leipzig[16]
- 1964: Haus der Heimat Freital[17]
- 1967: Kunst der Zeit Dresden „Malerei und Grafik Friedrich Decker – Kurt Schuster“[18]
- 1970: Städtische Kunstsammlungen Görlitz[19]
- 1976: Kunst der Zeit Dresden „Malerei und Grafik von Kurt Schuster“[20]
- 1986: Galerie Am Elbtor Pirna, Kurt Schuster – Malerei und Grafik Pirna[21]
- 1986: Gemeindehaus der Ev. Reformierten Gemeinde Dresden „Kurt Schuster zum 80. Geburtstag“[22]
- 1991: Burg Lauenstein, Malerei und Grafik[23]
- 1992: Heimatmuseum Sebnitz: Kurt Schuster – Zeichnungen[24]

### Beteiligung an Ausstellungen
- 1934: Dresden, Brühlsche Terrasse („Sächsische Aquarell-Ausstellung“)

- 1936: "Kunstausstellung Dresden" des Sächsischen Kunstvereins, Sonderschau „Die Blume in der Kunst“", Aquarell „Kamelie“[25]
- 1952–1957: jährliche Beteiligungen an Ausstellungen der Kunstsammlungen und des Verbands Bildender Künstler Dresden (VBKD)
- 1959: 3. Bezirksausstellung des VBKD: Der Steinmetzlehrling, Öl[26]
- 1960: Ausstellung 2. Arbeiterfestspiele, Städtisches Museum Chemnitz: Der Steinmetzlehrling, Öl[27]
- 1961: 4. Bezirksausstellung des VBKD: Besuch im ZOO, Öl[28]
- 1966: Ausstellung „Dresdener Künstler und ihre Stadt“, Museum für Geschichte Dresden (Städtische Galerie): Im Zoologischen Garten, Öl[28]
- 1969: Ausstellung „Kulturvoll leben – 20 Jahre DDR“, VBKD: Ein Ferientag im ZOO, Öl[29]
- 1972: Ausstellung „Mensch und Landschaft des Osterzgebirges“, Haus der Heimat Freital:[30]
- 1974: 9. Kunstausstellung des VBKD: Stillleben, Öl[28]
- 1974: Beteiligungen an Ausstellungen in  Ottobrunn und München[31] Katalog „Dresden, das Bild einer Stadt“. Haus des Deutschen Ostens, 1974 – beide Kataloge[9]
- 1990: Ausstellung „Die Sammlung Friedrich Pappermann“", Staatliche Kunstsammlungen Dresden Neue Meister, Duo von Beethoven, 1957[32]